# 西村亜矢子
西村 亜矢子（にしむら あやこ、1981年〈昭和56年〉9月12日 - ）は、日本の女優。リコモーション所属。

## 出演

### テレビドラマ
- 連続テレビ小説
  - カーネーション（2011年） - 木之元節子 役
  - ごちそうさん（2013年） - 高山多江 役
  - マッサン（2014年） - 若女将 役
  - わろてんか（2017年） - 北村頼子 役
  - スカーレット（2019年） - 谷中緑 役
  - おちょやん（2021年） - シゲ 役
  - ブギウギ（2023年） - 大西タカ 役
  - おむすび（2024年） - 湯上美江 役
- 推理作家・池加代子第2作「殺しの文学賞」（2013年7月26日） - 記者 役
- さぬきうどん融資課（2014年） - 長尾美佳 役
- 科捜研の女
  - season14（2014年） - 畠山美晴 役
  - スペシャル9（2017年） - 奥沢真紀 役
  - season19（2019年） - 瀬田弥生 役
  - season22（2022年） - 新谷真澄美 役
- 出入禁止の女〜事件記者クロガネ〜（2015年） - 岡村仁美 役
- 最強のふたり〜京都府警 特別捜査班〜（2015年） - 田村知世 役
- 遺留捜査
  - 第4シーズン（2017年） - 矢沢絵里 役
  - スペシャル9（2019年） - 江口薫 役
  - 第6シーズン（2021年） - 落合エリ 役
- 歴史秘話ヒストリア 「おんなは赤で輝く 北斎の娘・お栄と名画のミステリー」（2017年） - 葛飾応為 役[3]
- 日曜ワイド 「欠点だらけの刑事」（2018年） - 松田佳子 役
- ドリームチーム（2021年） - 川口美奈子 役
- わたしの一番最悪なともだち（2023年）

### 映画
- 本能寺ホテル (2017年)
- マンハント (2018年)
- 嘘八百 京町ロワイヤル (2020年)
- 燃えよ剣 (2021年)

### 舞台
- 一心寺シアター倶楽プロデュース「HOW TO BO’s」 (2005年)
- 京橋花月よる芝居「FAKE HEART」(2009年)

### ラジオ
- FMシアター （NHK-FM）
  - レインツリーの国（2007年6月9日）
  - 道頓堀ジャンピングガールズ（2011年1月15日） - ミキ 役
  - 雨傘の音色（2014年3月22日）
  - ローリングボーイ（2021年5月8日） - 美由紀 役
- 関西発 いのちのラジオ（NHKラジオ第1）